# Juri Wladimirowitsch Lomonossow
Juri Wladimirowitsch Lomonossow (russisch Юрий Владимирович Ломоносов; * 24. April 1876 in Gschatsk; † 19. November 1952 in Montreal, Kanada) war ein russischer Verkehrswissenschaftler und Eisenbahnpionier. Zu seinen Vorfahren gehörte der Universalgelehrte Michail Lomonossow.

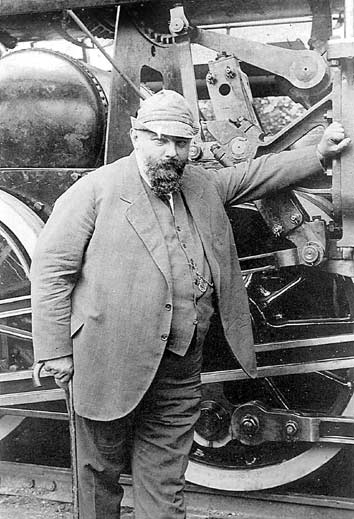
Juri Wladimirowitsch Lomonossow

## Leben
Juri Lomonossow studierte und promovierte am Institut für Verkehrswege in Sankt Petersburg (Петербургский государственный университет путей сообщения). Im Sommer 1917 unter der Regierung von Alexander Fjodorowitsch Kerenski war Lomonossow Leiter der Russischen Eisenbahngesellschaft und als akkreditierter Botschafter in Washington tätig. 1918 war Juri Lomonossow im Sowjetischen Informationsbüro von Ludwig Christian Karl Alexander Martens in Washington beschäftigt und bahnte Einkäufe bei International Harvester an.
Im Mai 1919 rief ihn Maxim Maximowitsch Litwinow zurück nach Europa. Juri Lomonossow leitete im Sommer 1919 mit Leonid B. Krasin (* 1870; † 1926, Красин vor 1917 Direktor bei Siemens in St. Petersburg) eine Außenhandelskommission im Deutschen Reich. Am 23. August 1919 besuchte er die Firma Hanomag, einen der produktivsten Hersteller von Lokomotiven in Deutschland, generell informierte sich Juri Lomonossow intensiv über den Lokomotivbau in Deutschland. 1921 warb er den Eisenbahningenieur Felix Meineke für die Russische Eisenbahn-Mission an.

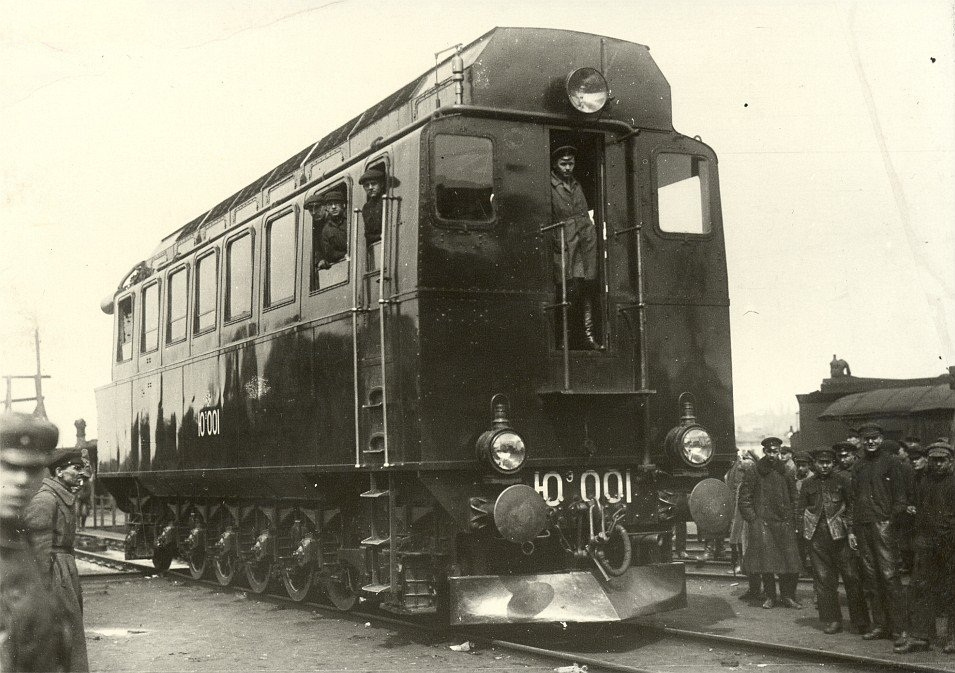
Die unter Lomonossows Leitung gebaute erste betriebstaugliche Streckendiesellokomotive Юэ 001 in Kiew

1921 bis 1922 wurde bei der Maschinenfabrik Esslingen die Dieselelektrische Lokomotive 4035 und 4081 für die Sowjetunion hergestellt. Der Auftrag war an die Aktiengesellschaft für Lokomotivbau Hohenzollern vergeben worden, wurde aber dort wegen der Ruhrbesetzung nicht ausgeführt.
Zwischen 1924 und 1925 lebte Lomonossov in Berlin und rapportierte seine Verhandlungen an die Sowjetunion. Daneben übernahm er die Aufgabe, mit einem Team von Ingenieuren und Wissenschaftlern eine Diesellokomotive mit elektrischer Kraftübertragung für den Einsatz auf der Transsibirischen Eisenbahn zu konstruieren. In der Folge wurde in der Maschinenfabrik Esslingen ab 1923 eine Maschine mit der Achsfolgebauart 1'Eo 1' mit 1200 PS Leistung gebaut. Im Frühjahr 1924 wurde die fertiggestellte Lokomotive zu Versuchsfahrten auf die Breitspurstrecken der sowjetischen Eisenbahnen überführt und im Februar 1925 unter der Bezeichnung Юэ 001 in den Bestand der sowjetischen Eisenbahnen übernommen. Sie gilt als die erste betriebstaugliche Streckendiesellokomotive der Welt.
Zur Entstehungsgeschichte heißt es: „Lomonossoff bestellte schließlich auf eigene Faust bei der Hohenzollern AG in Düsseldorf. Das Vorgehen wurde glücklicherweise noch nachträglich vom Rat der Volkskommissare gebilligt. Als aber 1923 die Ruhrbesetzung begann, traf Lomonossoff mit Hohenzollern ein zusätzliches Abkommen, wonach der Bau seines Lieblingskindes - der dieselelektrischen Lokomotive - der Maschinenfabrik Esslingen übertragen wurde.“
Danach beschloss Juri Lomonossow, nicht mehr in die Sowjetunion zurückzukehren und arbeitete als Berater und Lehrer. Von der Technischen Hochschule Berlin wurde ihm 1926 der Dr.-Ing. ehrenhalber verliehen. Zwischen 1927 und 1948 bereiste er mehrere europäische Länder und die Vereinigten Staaten. In England arbeitete er mit dem Physiker Pjotr Leonidowitsch Kapiza (1894–1984) an einem elektromechanischen Bremssystem für Lokomotiven. 1938 wurden er und seine Frau Raisa britische Staatsbürger. Seit 1948 lebte er in Kanada, wo er nach einer kurzen Krankheit verstarb.

## Werke
- Die russische März-Revolution 1917: Erinnerungen. Autor. Übers. von Ania Ankerstamm, München: Drei Masken Verlag 1921
- Die Diesel-elektrische Lokomotive. Übers. aus d. Russ. von Erich Mrongovius. [Zum Geleit: Conrad Matschoss] Berlin: VDI-Verlag 1924
- Lokomotivversuche in Russland. Übers. aus d. Russ. von E. Mrongovius. [Geleitw.: Gustav Hammer] Berlin: VDI-Verlag 1926
- Diesellokomotiven. Aus d. russ. Ms. übers. von E. Mrongovius, durchges. von F. Meineke Berlin : VDI-Verlag 1929

Nachdrucke: Düsseldorf: VDI-Verlag, 1985, ISBN 3-18-400676-X (Einf. zur Reprint-Ausg. Wolfgang Messerschmidt) und Braunschweig: Archiv-Verl., [2001]